# Ram Bahadur Bomjon
Ram Bahadur Bomjon (* 9. April 1990, manchmal auch Bomjan oder Banjan), zunächst bekannt als Palden Dorje (sein offizieller Name: Mahāsambodhi Dharmasangha Guru) oder unter dem medialen Ausdruck Buddha Boy bekannt, war als Teenager ein buddhistischer Mönch aus dem Dorf Ratanapuri im Bara-Distrikt, Nepal, dessen Verhalten tausende von Besuchern anlockte und großes Medieninteresse hervorrief. 
Über ihn wurde berichtet, er würde monatelang ohne Wasser und Essen meditieren. Er begann seine Meditation am 16. Mai 2005, verschwand aus seiner Heimatstadt am 11. März 2006, tauchte an anderer Stelle in Nepal am 25. Dezember 2006 wieder auf, um am 8. März 2007 wieder zu verschwinden. Am 26. März 2007 zog sich Bomjon in einen unterirdischen Bunker in Nepal zurück, um dort, nach eigenen Angaben, ohne Essen, Trinken und Schlafen für drei Jahre zu meditieren.

## Kontroversen
Seit 2014 kam es zu medialen Berichten, denen zufolge Ram Bomjon im Vorfall einer Störung während seiner Meditation durch verschiedene Personen und seiner nachfolgenden Selbstverteidigung bekannt wurde. Einheimische tätigten Diebstahl am Besitz der Gemeinschaft und es soll Freiheitsentzug gegenüber Dorfbewohnern, Familienmitgliedern, sowie Journalisten und zudem sexuellem Missbrauch gegen weibliche inländische und ausländische Anhänger gegeben haben. 2024 wurde Ram Bomjon wegen sexuellem Missbrauch einer Minderjährigen verurteilt. Drei Anklagepunkte der Delikte wurden bereits fallen gelassen.
Die Anhänger des offensichtlich spirituell befähigten Dharma-Lehrers ehren ihn als Mahāsambodhi Dharmasangha Guru und veröffentlichten ihre Stellungnahme. Er wurde 2005 weltweit, neben anderen Videos, durch die BBC Discovery Channel veröffentlichte Filmdokumentation bekannt, in der seine übernatürlichen Fähigkeiten erörtert wurden. Die offizielle Meditationszeit des Gurus seit 2005 bis 2012 hat insgesamt 7 Jahre gedauert. Seit Abschluss seiner schwierigen Tapasya-Meditation im Dschungel hat Mahāsambodhi Dharmasangha Guru zahlreiche Reden unter anderem, zu einer vertiefenden Dhama Praxis gehalten. Diese Reden wurden, im Rahmen großer Feste in den letzten zehn Jahren, bei verschiedenen Maitri-Dharma-Veranstaltungen in Nepal abgehalten.
Im Juli 2024 wurde er zu 10 Jahren Haft mit dem Vorwurf des Kindesmissbrauchs verurteilt. Am 19. März 2025 hob der Oberste Gerichtshofs, durch ein Richtergremium das zuvor vom Bezirksgericht erlassene Urteil auf, die Klage wurde eingestellt und ein  Freispruch erteilt.